# Phyllophaga pallidicornis
Phyllophaga pallidicornis är en skalbaggsart som beskrevs av Moser 1921. Phyllophaga pallidicornis ingår i släktet Phyllophaga och familjen Melolonthidae. Inga underarter finns listade i Catalogue of Life.